# Лідія Ко
Лідія Ко (англ. Lydia Ko, 24 квітня 1997) — новозеландська гольфістка корейського походження, наймолодший гравець, що займав перше місце у світовому рейтингу, наймолодший в історії переможець мейджора, олімпійська чемпіонка та медалістка. 
Срібну олімпійську медаль Лідія Ко виборола на Іграх 2016 у Ріо-де-Жанейро, поступившись кореянці Пак Ін Бі. На Олімпіаді в Токіо Ко завоювала бронзову медаль.
Золоту олімпійську медаль та звання олімпійської чемпіонки Ко виборола на Паризькій олімпіаді 2024 року. 
Ко народилася в Кореї, але її батьки іммігрували до Нової Зеландії, коли вона ще була немовлям. З 12 років вона є громадянкою країни. З 2015 року навчається заочно в Корейському університеті.

## Виноски
1. ↑  Ko youngest ever world No 1. Radio New Zealand. 1 лютого 2015. Архів оригіналу за 24 квітня 2019. Процитовано 31 січня 2015.
2. ↑  Women's World Golf Rankings. 2 лютого 2015. Архів оригіналу за 25 грудня 2017. Процитовано 4 лютого 2015.